# Armantas Vitkauskas
Armantas Vitkauskas (ur. 23 marca 1989 w Mariampolu) – litewski piłkarz, występuje na pozycji bramkarza.

## Kariera klubowa
Vitkauskas jest wychowankiem Sūduvy Mariampol. W 2008 roku, w wieku 19 lat, stał się podstawowym bramkarzem tego zespołu, jednak w kolejnych sezonach znacznie rzadziej pojawiał się na boisku. Przed rozpoczęciem sezonu 2012 przeniósł się do innego litewskiego klubu – Žalgiris Wilno. W 2018 roku został zawodnikiem rumuńskiego klubu Concordia Chiajna.

## Kariera reprezentacyjna
Występy młodego bramkarza w podstawowym składzie czołowego litewskiego klubu w 2008 roku przyciągnęły uwagę selekcjonera reprezentacji Litwy. Vitkauskas otrzymał powołanie na towarzyski mecz z Estonią. 22 listopada 2008 roku zadebiutował w kadrze, rozgrywając pełne 90 minut.
| Mecze i gole w reprezentacji | Mecze i gole w reprezentacji | Mecze i gole w reprezentacji | Mecze i gole w reprezentacji | Mecze i gole w reprezentacji | Mecze i gole w reprezentacji | Mecze i gole w reprezentacji |
| #                            | Data                         | Stadion                      | Rywal                        | Wynik                        | Gol                          | Rozgrywki                    |
| 2008                         | 2008                         | 2008                         | 2008                         | 2008                         | 2008                         | 2008                         |
| ---------------------------- | ---------------------------- | ---------------------------- | ---------------------------- | ---------------------------- | ---------------------------- | ---------------------------- |
| 1.                           | 22.11.2008                   | Kuressaare, Estonia          | Estonia                      | 1:1                          | 0                            | towarzyski                   |

## Osiągnięcia
- Puchar Litwy: 2009 (Suduva), 2012 (Žalgiris)
- Superpuchar Litwy: 2009 (Suduva)